# Gerhard Zeiler
Gerhard Zeiler (* 20. Juli 1955 in Wien) ist ein österreichischer Medienmanager. Nach journalistischem und politischem Engagement in der österreichischen Politik wechselte er 1986 in die Medienbranche. Seine Stationen umfassten die Geschäftsführung der deutschen TV-Sender Tele 5, RTL II und RTL sowie vier Jahre als Intendant des ORF. Nach neun Jahren als CEO der RTL Group wechselte er 2012 zu Time Warner (heute: WarnerMedia) und verantwortet nun als President, WarnerMedia International das Geschäft der drei Konzernbereiche Warner Bros, HBO und Turner (CNN, Cartoon Networks, TNT) außerhalb der USA. Gerhard Zeiler ist Mitglied der Sozialdemokratischen Partei Österreichs und war 2016 – neben dem damaligen ÖBB-Chef Christian Kern – im Gespräch für den SPÖ-Parteivorsitz und das Amt des Bundeskanzlers der Republik Österreich.

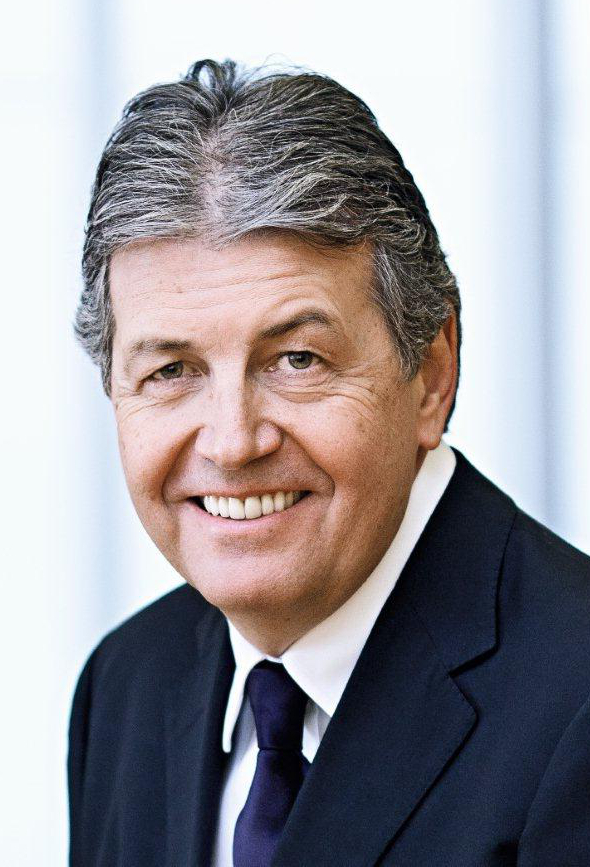
Gerhard Zeiler, vor 2013

## Anfänge

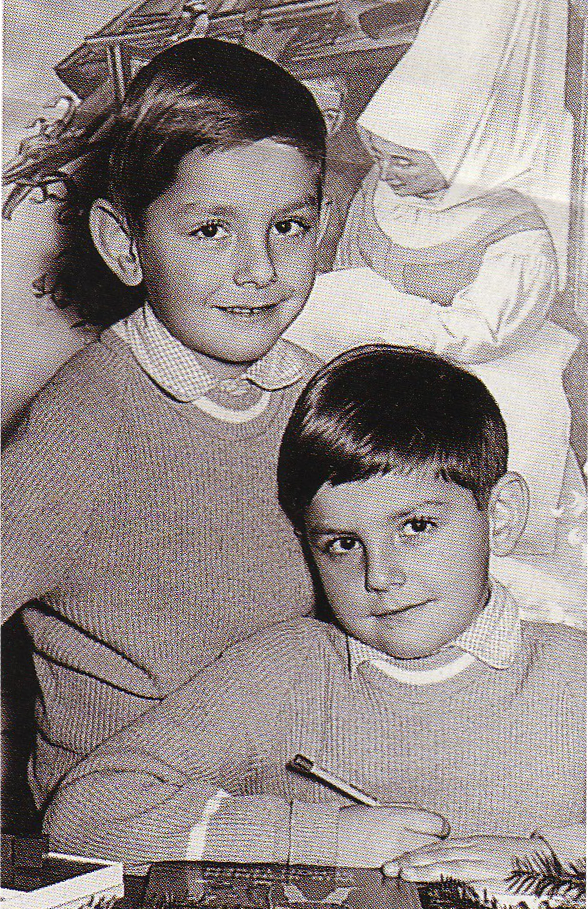
Gerhard Zeiler (re) und sein Zwillingsbruder

Gerhard Zeiler wurde zusammen mit seinem Zwillingsbruder Helmut am 20. Juli 1955 als Sohn von Dorothea und Hans Zeiler in Wien-Ottakring geboren.
Von 1961 an besuchte Zeiler in Wien Volksschule und Gymnasium und maturierte 1973. Anschließend studierte er Psychologie, Soziologie und Pädagogik. Im Jänner 1979 wurde er wissenschaftlicher Assistent im Österreichischen Institut für Berufsbildungsforschung.
Nebenbei arbeitete er als freier Journalist.

## Karriere
Im November 1979 wurde Zeiler Pressesekretär und Pressesprecher des Ministers für Unterricht und Kunst, Fred Sinowatz (SPÖ). Als dieser 1983 österreichischer Bundeskanzler wurde, behielt Zeiler diese Position, auch unter Sinowatz’ Nachfolger Franz Vranitzky, bis zum Oktober 1986 bei.
Im November 1986 wurde Zeiler Generalsekretär des ORF – eine Position, die traditionell als Verbindungsstelle zwischen dem öffentlich-rechtlichen Rundfunkunternehmen (das damals noch eine Monopolstellung hatte) und der Politik gilt. Diese Stelle bekleidete Zeiler unter dem Intendanten Teddy Podgorski bis zum Dezember 1990.

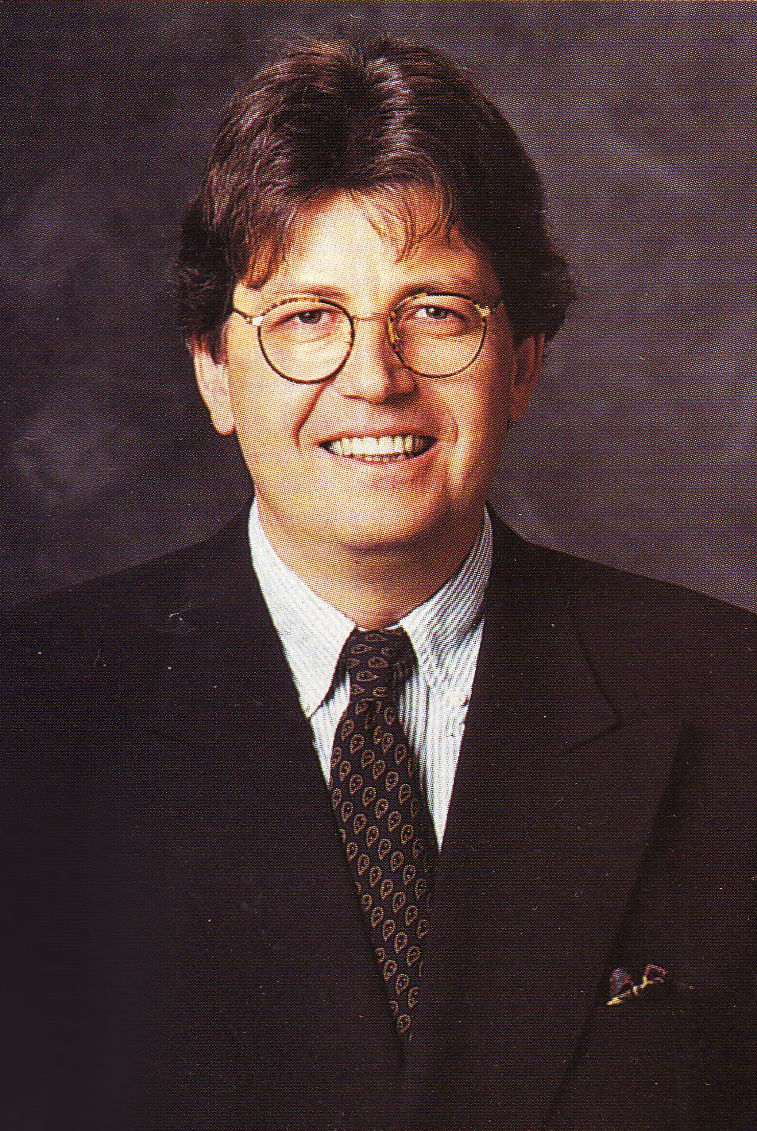
Zeiler 1991 als Tele-5-Geschäftsführer in München

Auf Empfehlung des österreichischen Geschäftsführers von RTL plus, Helmut Thoma, wurde Zeiler im Jänner 1991 Geschäftsführer des 1984 als Musicbox gestarteten Senders Tele 5 in München. Gemeinsam mit seiner Programmdirektorin Kathrin Zechner, der heutigen ORF-TV-Direktorin, startete er erfolgreiche Formate wie Ruck Zuck, Bim Bam Bino und Hopp oder Top. Als Leo Kirch 1992 entschied, Tele 5 in der bestehenden Form als Hauptkonkurrent für ProSieben vom Markt zu nehmen und in das Deutsche Sportfernsehen (DSF) umzuwandeln, endete Zeilers Tätigkeit am 31. Dezember 1991.
Trotz eines sehr lukrativen Angebotes von Leo Kirch, einen Jahresurlaub zu nehmen, entschied er sich für den – abermals von Helmut Thoma vermittelten – Posten des Geschäftsführers des neuen Fernsehkanals RTL II. Dort war Zeiler bis August 1994 zunächst in Köln und anschließend in München tätig.
1994 wurde Gerhard Zeiler Generalintendant des ORF und leitete als Unternehmens-Sanierer eine programmliche und strukturelle Reorganisation des Unternehmens ein. Sein primäres Ziel war es, die Programme des ORF so zu positionieren, dass sie auch der zunehmenden Konkurrenz durch private Anbieter und deutsche Sender standhalten können. 1998 wurde er von Gerhard Weis abgelöst.
Im Jahr 1998 übernahm Zeiler, als Nachfolger seines Landsmannes Helmut Thoma, die Geschäftsführung von RTL Television. Er ernannte Frank Berners zum Programmdirektor des Senders. Mit dem Motto „Ich kämpfe um jede Mark!“ erzielte er schon bald große Erfolge. Schon 1999 wetterte der deutsche Journalist und Fernsehmoderator Geert Müller-Gerbes: „RTL macht im Gegensatz zur landläufigen Meinung nicht mehr Fernsehen, sondern Gewinn“. Außerdem sagte er, das Programm werde nur „billigend in Kauf genommen“.
Zeiler wurde 2000 Mitglied des Aufsichtsrates der RTL Group, zwei Jahre später auch des französischen Privatsenders M6. Anfang 2002 initiierten er und sein TV-Manager Tom Sänger mit der Beauftragung des Musikers und Musikproduzenten Dieter Bohlen als Moderator die Castingshow Deutschland sucht den Superstar. Im November 2004 trat Zeiler seine Geschäftsführerfunktion bei RTL Television an den Luxemburger Marc Conrad ab, übernahm sie jedoch im Februar 2005 nach heftigem Streit erneut, um sie im September 2005 schließlich an Anke Schäferkordt abzugeben und sich seinen Tätigkeiten bei der RTL Group voll widmen zu können.
Nach dem Abgang des Bertelsmann-Vorstandsvorsitzenden Thomas Middelhoff wurde Zeiler im März 2003 Chief Executive Officer (CEO) der RTL Group, der Holding aller 45 TV- und Radiosender (32) weltweit. Unter seiner Führung expandierte die RTL Group in neue Länder wie Russland, Spanien und Kroatien. Sie baute das Inhaltegeschäft (FremantleMedia) weltweit aus und schrieb Rekordgewinne. Allerdings musste sie sich aus Griechenland und Großbritannien zurückziehen.
Am letzten Tag seiner Amtszeit bei RTL erhielt Zeiler vom luxemburgischen Premierminister Jean-Claude Juncker den Landesorden überreicht. Am 1. Oktober 2005 wurde Zeiler vom Aufsichtsrat in den Vorstand der Bertelsmann AG berufen.

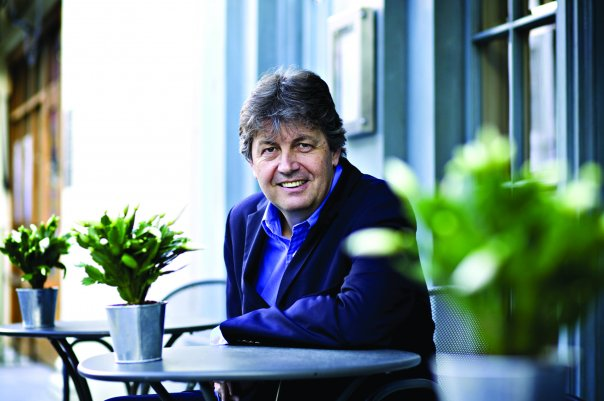
Gerhard Zeiler 2012 in London

Im April 2012 wurde Zeiler Präsident des Konzerns Turner Broadcasting System International, der TV-Tochter von WarnerMedia, die auch Sender wie TNT, Cartoon Network und CNN betreibt. Die neuen Tätigkeiten Zeilers umfasst die Verantwortung für alle Entertainment- und Kindersender und die dazugehörigen Mediendienste außerhalb Nordamerikas sowie die Verbreitung und die kommerziellen Aktivitäten von CNN International beinhalten. Dies sind 130 Kanäle in mehr als 200 Ländern mit 3800 Mitarbeitern und zwei Milliarden US-Dollar Umsatz. Im März 2019 betraute ihn der neue CEO von WarnerMedia, John Stankey, zudem mit dem gesamten Werbegeschäft des Unternehmens. Dessen Nachfolger, Jason Kilar, machte Zeiler zum Chef des neu organisierten internationalen Bereiches von WarnerMedia. Zeiler verantwortet damit das komplette internationale Geschäft von WarnerMedia sowie die Programmproduktion sämtlicher Sender bis hin zum neuen Streaming-Dienst HBO Max auf internationaler Ebene.
Zeiler gehörte dem Kuratorium der gemeinnützigen Bertelsmann Stiftung an (2002–2004). Sie hält seit 1993 die Mehrheit der Anteile am Bertelsmann-Konzern.

## Privat
Aus der Ehe mit Amanda hat er eine Tochter Nina. Er verbringt mehr als die Hälfte des Jahres auf Reisen und bezeichnet Salzburg und London als seine Lebensmittelpunkte.

## Auszeichnungen
- Executive of the year: Zeiler als Manager des Jahres
- Brandon Tartikoff Legacy Award[16]
- Die Verleihung des Landesordens von Luxemburg

## Publikationen
- 2019: Leidenschaftlich Rot – Darum mehr Sozialdemokratie, Brandstätter Verlag, Wien 2019, ISBN 978-3-7106-0386-0